# Phare de Kvanhovden
Le phare de Kvanhovden (en norvégien : Kvanhovden fyr)  est un phare côtier de la commune de Flora, dans le comté de Vestland (Norvège). Il est géré par l'administration côtière norvégienne (en norvégien : Kystverket).

## Histoire
Le phare se trouve sur la pointe nord-ouest de l'île de Hovden, à environ 15 km au nord-ouest de la ville de Florø, à l'embouchure sud du fjord de Frøysjøen (en).
Le phare a été mis en service en 1895 et automatique depuis 1980.

## Description
Le phare  est une tour en bois de 10 mètres de haut, avec lanterne, adjacente à une maison de gardien. Le bâtiment est blanc et la lanterne est rouge. Son Feu à occultations émet, à une hauteur focale de 40 mètres, un groupe d'éclat blanc, rouge et vert selon différents secteurs toutes les 6 secondes. Sa portée nominale est de 14 milles nautiques (environ 26 km) pour le feu blanc, 11 pour le feu rouge et le feu vert.
Identifiant : ARLHS : NOR-143 ; NF-2660 - Amirauté : L0350 - NGA : 5268 .

### Lien connexe
- Liste des phares de Norvège